# ۳۵ (عدد)
۳۵به حروف سی و پنج یک عدد طبیعی است که بعد از ۳۴ و قبل از ۳۶ قرار دارد.
مضارب:[۱،۵،۷،۳۵]